# Ouzouer-des-Champs
Ouzouer-des-Champs – miejscowość i gmina we Francji, w Regionie Centralnym, w departamencie Loiret.
Według danych na rok 1990 gminę zamieszkiwało 217 osób, a gęstość zaludnienia wynosiła 19 osób/km² (wśród 1842 gmin Regionu Centralnego Ouzouer-des-Champs plasuje się na 922. miejscu pod względem liczby ludności, natomiast pod względem powierzchni na miejscu 1072.).